# Castoponera christae
Espèce
Castoponera christae est une espèce d'araignées aranéomorphes de la famille des Corinnidae.

## Distribution
Cette espèce est endémique du Sarawak en Malaisie,. Elle se rencontre dans le parc national des Lambir Hills.

## Description
C'est une araignée myrmécomorphe.
Le mâle holotype mesure 7,4 mm et la femelle paratype 8,5 mm.

## Étymologie
Cette espèce est nommée en l'honneur de Christa Laetitia Deeleman-Reinhold.

## Publication originale
- Yamasaki, Hashimoto, Endo, Hyodo & Itioka, 2016 : A new species of the genus Castoponera (Araneae, Corinnidae) from Sarawak, Borneo, with comparison to a related species. ZooKeys, no 596, p. 13-25 (texte intégral).